# Уолден, Роберт
Роберт Уолден (англ. Robert Walden; род. 25 сентября 1943, Нью-Йорк, Нью-Йорк) — американский актёр. Роль Джо Росси в сериале «Лу Грант» принесла ему три номинации на премию «Эмми».

## Биография
Уолден родился 25 сентября 1943 года в Нью-Йорке в семье Хильды и Макса Волковиц.
Впервые заинтересовался актёрским мастерством во время учёбы в Городском колледже Нью-Йорка и вскоре после этого стал членом Актёрской студии.
Актёрская карьера Уолдена началась в 1970 году в фильме Роджера Кормана «Кровавая мама». В течение первых нескольких лет своей карьеры он часто играл врачей, снявшись в сериале «Новые врачи» и в фильмах «Голубое солнце» и «Больница».
Его крупнейшей ролью стала роль журналиста Джо Росси в телесериале «Лу Грант». Уолден был актёром в «Лу Гранте» на протяжении всего сериала и получил три номинации на премию «Эмми» за лучшую мужскую роль второго плана в драматическом телесериале в 1979, 1980 и 1981 годах.
Уолден также сыграл нескольких исторических персонажей, в том числе Дональда Сегретти в фильме «Вся президентская рать» (1976) и Роберта Оппенгеймера в телефильме «Энола Гэй: Люди, миссия, атомная бомба» (1980).
С 1984 по 1989 год он снимался в ситкоме Showtime. Уолден также сыграл эпизодическую роль звукорежиссёра в фильме «Убийства на радио» (1994).
В 2011 году Уолден вернулся на телевидение в ситкоме TV Land «Счастливо разведённые», сыграв Гленна Ньюмана, отца главного героя. Сериал был закрыт в 2013 году, остановившись на двух сезонах.

## Личная жизнь
Племянник Уолдена — режиссёр Говард Дойч, а его внучатые племянницы — актрисы Зои Дойч и Маделин Дойч.